# Gigi Riva
Luigi »Gigi« Riva (italijansko: [luˈiːdʒi ˈriːva]), italijanski nogometaš, * 7. november 1944, Leggiuno, Italija, † 22. januar 2024, Cagliari, Italija.
Riva je bil italijanski profesionalni nogometaš, ki je igral na položaju osrednjega napadalca. Velja za enega najboljših nogometašev svoje generacije in enega najboljših strelcev vseh časov. Pretežni del klubske kariere je igral za Cagliari, kjer ga je italijanski športni novinar Gianni Brera poimenoval »Rombo di Tuono« zaradi učinkovitosti pred golom, močne levice in natančnega strela z glavo. Klub je pomagal popeljati v prvo italijansko ligo leta 1964 in v sezoni 1969/70 do edinega naslova italijanskega državnega prvaka.
Z italijansko reprezentanco je  osvojil naslov evropskega prvaka leta 1968 in svetovnega podprvaka leta 1970. Nastopil je tudi na Svetovnem prvenstvu 1970 in je med letoma 1965 in 1974 dosegel 35 golov na 42-ih uradnih tekmah, s čimer je najboljši strelec italijanske reprezentance v zgodovini. Po upokojitvi leta 1976 je bil v sezoni 1986/87 predsednik Cagliarija, med letoma 1988 in 2013 pa menedžer italijanske reprezentance.